# Дача Месмахера
Дача Георга Месмахера («Жёлтая дача») — деревянный особняк Георга Егоровича Месмахера на территории Шуваловского парка, построенный в 1902 году по проекту его брата, архитектора Максимилиана Месмахера. Является единственной сохранившейся без изменений деревянной постройкой Месмахера.

## История
Жёлтую дачу построил архитектор Максимилиан Месмахер для своего брата Георга. Последний был преуспевающим петербургским юристом и служил в Центральном училище технического рисования барона Штиглица. Максимилиан Егорович начал проектировку дачи в конце 1870-х, однако закончилось строительство только в 1902 году. Договор аренды на землю от 1899-го указывает, что Георг Месмахер платил 250 рублей за участок ежегодно.
Г-образный в плане особняк на высоком цоколе лицевым фасадом обращён к парку. Площадь здания составляет 413,5 м2, земельного участка — 359 м2. Архитектурная композиция отличается особой выразительностью: дача полна неожиданных ракурсов, разновеликих элементов оформления и при этом гармонично вписана в ландшафт. Необычен трёхгранный балкон второго этажа. По всему периметру проходит декоративный фриз, окна, эркеры и консоли отделаны накладными деталями. Дерево на фасадах было окрашено в оттенок светлой охры, поэтому дача получила прозвище «Жёлтая».
На северо-восточной башенке находится вензель с инициалами владельца GM и год постройки — 1902. Хотя к тому моменту оба брата Месмахер находились за границей, Максимилиан продолжал удалённо работать над своими проектами в России и планировал вернуться в страну, так как его держали неоконченные судебные тяжбы с императорской семьёй по поводу невыплаченных гонораров.

## Современность
С 1948 года весь Шуваловский парк, в том числе и дача Месмахера, находился в собственности НИИ токов высокой частоты имени В. П. Вологдина.
В 2010-х собственник получил несколько штрафов от КГИОП за нарушение условий охранного обязательства. К 2018 году здание находилось в аварийном состоянии, просели капитальные стены, сгнили балки, начала разрушаться кирпичная кладка. Весной 2018 года произошло частичное обрушение кровли и фасада. После жалобы КГИОП в 2019 году по решению суда собственник был оштрафован на 1,4 млн рублей и получил предписание профинансировать восстановительные работы.
В 2020 году на государственном аукционе особняк за 5,63 млн рублей выкупило частное лицо — визажист Рада Русских. Новый собственник заявил, что после реставрации планирует создать на даче общественное пространство. По состоянию на декабрь 2021 года, работы по консервации или восстановлению не начались. К 2022 году состояние памятника ухудшилось, КГИОП подал иск с требованием обязать собственника провести консервацию памятника и выиграл дело. По словам Русских, однако, консервацию мешают проводить бюрократические инстанции — по закону без согласования она не может совершать никаких действий со зданием, в том числе установить охрану, и за время с момента покупки ей удалось получить разрешение только на начало проектных работ.
В июне 2023 года в доме начались первоочередные противоаварийные работы.